# House of Yahweh
La House of Yahweh (HOY) è considerato un nuovo movimento religioso, teocratico, millenarista e restaurazionista statunitense, di matrice e derivazione avventista, giudeo messianica, con sede ad Abilene, in Texas. Il suo fondatore, pastore e riconosciuto profeta è Yisrayl Hawkins, già poliziotto di Abilene, licenziato nel 1977, ed ex membro del Movimento del Sacro Nome, nato nell'ambito dell'Avventismo.
Secondo il sito canadese battista, Religioustolerance.org, specializzato nel monitoraggio delle sette, il movimento potrebbe possedere tutte le caratteristiche di un gruppo potenzialmente pericoloso per i suoi aderenti e paragonabile alla stessa stregua del movimento Davidiano, noto per l'Assedio di Waco.

## Storia
Nel 1974, il fratello di Yisrayl Hawkins, J.G. Yaaqob Hawkins, tornò da una visita di sette anni in Israele, affermando di aver trovato la prova del nome del Signore. Poco dopo, fondò, ad Odessa, nel Texas, la prima House of Yahweh. Yaaqob predicava alcune dottrine distinte dal resto del cristianesimo, legate principalmente al Giudaismo messianico, ma poi concordate con suo fratello Yisrayl Hawkins, come ad esempio la necessità avere come riferimento il Dio Creatore, come Signore Yahweh, e al Messia come Yahshua, così come fare riferimento alla Torah e a tutte le feste ebraiche. Nel 1980, Bill Hawkins cambiò legalmente il suo nome in Yisrayl Hawkins, fondando ad Abilene, Texas, la House of Yahweh. Il fondatore sostiene che, sia lui che suo fratello, sono stati entrambi preannunciati in alcune profezie, sia dell'Antico, che del Nuovo Testamento, come i due testimoni inviati dal Signore Yahweh per preparare il mondo per la Seconda venuta di Yahshua, il Messia.

## I libri di Hawkins
Yisrayl Hawkins scrisse numerosi libri su Yahweh, tra i quali molte leggi e pretese profezie. Alcuni sono:
- Il Marchio della bestia vol. 1 & 2,
- La Fede perduta degli Apostoli e dei Profeti,
- L' adorazione del diavolo,
- I Fatti sconvolgenti,
- Inaugurazione di Satana,
- La Fine,
- Alla ricerca di un Salvatore,
- C'è qualcuno là fuori,
- I due testimoni,
- La soluzione pacifica .

## Il Libro di Yahweh
Il principale editore de, Il Libro di Yahweh, Le Sacre Scritture, fu Yisrayl Hawkins per la "House of Yahweh". Giunto ormai alla sua Xª edizione, l'unica versione o traduzione della Bibbia autorizzata dalla "House of Yahweh". Con l'uso del nome di Yahweh in tutto il Nuovo Testamento, il gruppo si inserisce nella categoria del Movimento del Sacro Nome, movimento che insiste con vigore che, per avere accesso alla salvezza, tutti indistintamente necessitiamo di fare uso del Sacro Nome di Dio: Yahweh. Tra le altre cose, Yisrayl Hawkins promosse la costruzione del terzo Tempio di Gerusalemme, ma in una posizione che non danneggi o invada la Cupola della Roccia, uno dei luoghi più sacri dell'Islam. Yisrayl Hawkins ha spiegato la sua visione delle profezie di Ezechiele sul Tempio Celeste di Gerusalemme nella brochure di tredici pagine pubblicata nel 1989. Nella brochure, Yisrayl Hawkins accenna brevemente anche riguardo alla profezia dell'assedio di Gerusalemme.

## Dottrine
La "House of Yahweh", per voce del suo fondatore, ritiene di essere l'unica vera fede istituita secondo la Bibbia dal Signore Yahweh. Molta della loro dottrina è simile agli insegnamenti professati dalle chiese del filone dell'Avventismo del settimo giorno, dalle quali peraltro la stessa "House of Yahweh" deriva. Simile all'Avventismo e ai Testimoni di Geova, anche la "House of Yahweh" crede che il tutto il mondo sarà presto prossimo alla Fine dei giorni, e che la Bibbia considera Satana come il dio di questo mondo. La "House of Yahweh" crede che il Signore Yahweh sia il nome del creatore del mondo, e che Gesù, Yahshua, sia il nome del Figlio del Signore, il loro Messia. Insegnano inoltre, che gli altri nomi di Dio, come, El, Elohim, Signore, Adonai, Geova, Gesù e Cristo sono nomi o titoli di esseri pagani o di idoli, oppure errori, falsamente attribuiti al Signore.

### La dottrina, miscuglio di giudaismo e avventismo
Le convinzioni del movimento sono simili a quelle del giudaismo, in quanto come gruppo segue la Torah, sia le 613 leggi giudaiche, che le norme presenti nel Pentateuco. Questo movimento religioso crede che il rispetto di queste leggi promuova la pace e l'amore, una risposta a molti problemi che affliggono tutto il mondo. I loro membri aderiscono rigorosamente alle regole dell'alimentazione Casherut, ad una dieta kosher, priva di carne di maiale, frutti di mare e sangue, ed indossano abiti simili alla kippah ebraica, al tallit nei servizi di culto e di preghiera privata. Tutti i membri regolarmente praticano le abluzioni rituali, e sono battezzati per immersione, solo quando si uniscono al gruppo.

### Feste praticate
Tra le feste praticate ed osservate scrupolosamente come fanno altrettanto, sia l'ebraismo, che Avventismo, la "House of Yahweh" mantiene il settimo giorno di Shabbat, il Sabato, e le feste annuali del Antico Testamento tra cui Pasqua, la Festa degli Azzimi, la Pentecoste, la  Festa delle Trombe, la Festa di Sukkot o Festa delle Capanne e dei Tabernacoli, così come il digiuno nel giorno di Yom Kippur, chiamato Il Giorno dell'Espiazione. Una volta l'anno, la sera prima della Pasqua, i membri celebrano un rispetto solenne per ciò che chiamano lo Yahshua Memorial in ricordo dell'uccisione di Gesù inchiodato secondo loro ad un palo e non su una croce come altrettanto sostengono i "Testimoni di Geova". L'assemblea impartisce la distribuzione ed il consumo di pane azzimo accompagnato al vino, come simboli del corpo e del sangue di Gesù, e tra i membri si pratica, reciprocamente, anche il rito della Lavanda dei piedi. La sera successiva, il gruppo celebra la Pasqua. Mentre il Natale, e i compleanni non si celebrano in quanto ritenute feste pagane, la "House of Yahweh", come l'Avventismo, istruisce i suoi membri a pagare la decima. A differenza dell'ebraismo e dell'Avventismo, ritiene che, dopo il Tempio di Gerusalemme, solo il Tempio di Clyde, in Texas, sia l'unico luogo al mondo in cui le feste celebrative devono essere osservate. Tre volte l'anno sono invitati a fare un pellegrinaggio ad Abilene, in Texas, per celebrare la Pasqua, la Pentecoste e Sukkot.

### Le differenze con il cristianesimo
Il movimento rifiuta la Trinità. A differenza del cristianesimo trinitario, la "House of Yahweh" insegna che Gesù, Yahshua, è nato solo come uomo, e divenne il figlio del Signore Yahweh solo quando fu battezzato da Giovanni Battista. Credono che Gesù sia stato incastrato per insurrezione, che abbia ricevuto un processo illegale, poi sia stato frustato, tormentato e inchiodato a un palo.
Similmente al cristianesimo in generale, il movimento insegna che Gesù è morto a causa dei peccati dell'uomo, come offerta di espiazione o sacrificio di sangue, e, così facendo, è diventato Agnello pasquale.
La "House of Yahweh" insegna che venne sepolto al tramonto, e, tre giorni dopo, è risuscitato, per poi salire al cielo dopo quaranta giorni. Credono inoltre che tornerà nel profetizzato "tempo della fine" per tornare sulla Terra a stabilire il Regno del Signore.
Riguardo all'esclusività della "House of Yahweh", il Signore Yahweh è l'unico che merita il culto e l'adorazione, è il Creatore Sovrano, e l'unico solo vero Signore dell'Universo. Yahshua non è un essere divino, e non è pensato per preesistere prima del suo concepimento.

### Nessuna differenza tra antico e nuovo testamento
Credono, come i "Testimoni di Geova", che lo Spirito Santo sia la forza creativa del Signore Yahweh, (o del Signore Geova), e non un essere personale. A differenza sia dell'ebraismo che del cristianesimo in generale, ma in modo simile all'Avventismo e ai testimoni di Geova, la "House of Yahweh" non fa alcuna distinzione tra l'Antico Testamento e il Nuovo Testamento, sostenendo che il Nuovo Testamento è solo una semplice continuazione dell'Antico Testamento, riaffermando e ristabilendolo con tutte le prescrizioni della Torah ebraica ivi compresa la pratica della Brit milà o circoncisione rituale. Inoltre, la "House of Yahweh" respinge tutte le usanze religiose in conflitto con la loro interpretazione della stessa Torah. Nel tentativo di purificare la loro religione da elementi giudicati pagani, tutti i nomi pagani, parole e concetti sono accuratamente evitati.
Il movimento pubblica anche un'edizione della Bibbia, "Il Libro di Yahweh", che rimuove le parole e tutti i concetti che loro immaginao essere corruzioni pagane, tra cui la rimozione del nome "Elohim" a favore di "Yahweh", così come la modifica dei nomi, al fine di rimuovere queste influenze pagane. Tutti i sermoni, sia in streaming che in diretta, della "House of Yahweh" vengono trasmessi giornalmente su un canale televisivo satellitare internazionale gestito interamente da Yisrayl Hawkins la cui ricezione è interamente disponibile sul canale stesso della House of Yahweh.

## Le profezie apocalittiche
Dalla sua nascita nel 1974, la "House of Yahweh", come altri movimenti avventisti, centralizzò i propri contenuti attorno all'Apocalisse, credendo di vivere in un periodo nel quale le profezie bibliche circa il Giudizio Universale divino erano prossime all'avverarsi: preludio alla Seconda venuta di Yahshua il Messia.
In particolare, il 12 settembre 2006, Yisrayl Hawkins ha annunciato alcune profezie nella "House of Yahweh" attraverso una newsletter del febbraio 2006 in cui prevedeva che il 12 settembre 2006 avrebbe avuto inizio una guerra nucleare. Il movimento ha affermato che una parte della commissione della "House of Yahweh" debba mettere in guardia le nazioni e le persone del mondo. Yisrayl Hawkins è stato molto spesso intervistato dalle principali televisioni statunitensi circa le sue predizioni apocalittiche. Tra le altre cose, ha affermato che solamente Abilene si sarebbe salvata dalla distruzione imminente e ha invitato il presentatore dello show ad unirsi a lui lì nei giorni a venire per essere al sicuro e salvarsi dall'imminente catastrofe.
Il 12 giugno 2007, Yisrayl Hawkins ha modificato la sua previsione annunciando che una guerra nucleare era stata solo "concepita" il 12 settembre del 2006 e che essa doveva solo seguire il suo ciclo naturale.
Il 7 maggio del 2007 un nuovo contatore è stato messo sul suo sito web, per segnalare il conto alla rovescia per la data del 12 giugno del 2007, quando a dire della House of Yahweh, il caos nucleare, concepito il 12 settembre del 2006, sarebbe nuovamente iniziato. Se l'intero evento nucleare doveva aver luogo in quella data, o nei mesi precedenti ad esso, non è mai stato chiarito. Egli ha anche affermato che, a quattro mesi dopo il 12 giugno, e precisamente il 13 ottobre del 2007, quattro quinti o l'80% dell'umanità sarebbe morto per la guerra nucleare. Yisrayl Hawkins ha dichiarato poi che la guerra atomica avrebbe avuto inizio il giovedì 12 giugno del 2008. Dal momento che tale data era trascorsa senza incidenti, Hawkins non ha ancora previsto un'altra data per una guerra nucleare. Si tratta evidentemente di una ossessione molto frequente tra i membri della "House of Yahweh" quella della paura incombente del nucleare. Tuttavia, tutti i seguaci della "House of Yahweh" credono ciecamente che l'Apocalisse di Giovanni preveda una imminente fine del mondo e mantengono la speranza che solo i membri della stessa "House of Yahweh" saranno gli unici sopravvissuti alla catastrofica guerra globale a venire.

## Yisrayl Hawkins
Yisrayl Hawkins nacque a Oklahoma City il 20 ottobre del 1930. Afferma di essere il legittimo discendente di una famiglia ebrea che fuggì dall'Europa a causa della persecuzione religiosa. Sostiene di aver trascorso gli ultimi quarant'anni della sua vita alla ricerca personale ed allo studio delle Scritture. Nei primi anni 80 ha iniziato il suo ministero a tempo pieno, con l'istituzione della "House of Yahweh", assumendo il nome di "Buffalo" Bill Hawkins. La data ufficiale di fondazione della "House of Yahweh" è il 2 dicembre 1980. Yisrayl Hawkins ha pubblicato una rivista, chiamata Parola profetica, scrivendo in seguito numerosi libri e opuscoli. Buffalo Bill Hawkins è stato insieme a suo fratello maggiore anche un famoso cowboy di Oklahoma. Era uno dei nove figli di una famiglia originaria dell' Oklahoma. Yisrayl Hawkins e suo fratello J.G. Yaaqob, per poi essere chiamato appunto come Giacobbe, entrò nell'arena religiosa americana attraverso una radio che diede inizio alle trasmissioni nei primi anni 1950 da Eastland, in Texas. La trasmissione venne chiamata "Domanda e risposta". Il tema principale del programma erano le profezie della Bibbia, con particolare riguardo al Libro di Daniele, all'Apocalisse di Giovanni, e alla Legge Mosaica dell'Antico Testamento.
Yisrayl Hawkins pretende di aver avuto ricorrenti sogni che hanno diretto il corso della sua vita: dalla sua memoria si evince che ebbe il suo primo sogno nel 1951. Nel sogno si affermava che Yisrayl e Yaaqob erano i predetti due testimoni di cui si parlava nell'Apocalisse di Giovanni. Il suo sogno era simile ad un analogo sogno fatto da suo fratello: Bussando alla porta di una casa bianca, accanto a un santuario, suo fratello avrebbe risposto alla porta che gli chiedeva: "Sei pronto ad andare in Israele e fare quello che siamo stati chiamati a fare?".
Nel 1969 J.G. Hawkins accettò il sogno come propria guida divina. Fece immigrare in Israele tutta la sua famiglia, più altre due coppie. Fu in questo periodo che iniziò a farsi chiamare Jacob o Yaaqob.
Mentre si trovava in Israele, Yaaqob aveva sentito parlare di una scoperta archeologica, relativa ad una mensola di una porta che riportava il titolo in ebraico, "Bayit YHWH". Entrambi i fratelli asseriscono convintamente che questo fosse il nome autentico della vera opera di Dio.

### La nascita del movimento
Nel 1975 Yaaqob Hawkins tornò negli Stati Uniti d'America. Si stabilì a Odessa, in Texas, avviando quella che divenne la "House of Yahweh". I due fratelli, tuttavia, inizialmente erano in disaccordo sulla questione del vero nome del Signore Creatore. Yaaqob scelse di utilizzare per un certo tempo il titolo "Elohim". Bill tuttavia non era d'accordo, affermando che Elohim è un nome di divinità pagane. Il 2 dicembre del 1980, inaugurò ufficialmente ad Abilene con una solenne cerimonia, la "House of Yahweh". Ma nel 1982 Buffalo Bill Hawkins cambiò legalmente il suo nome in Yisrayl Hawkins, rivendicando il mantello dell'autorità profetica come portavoce legittimamente riconosciuto per i due testimoni dell'Apocalisse.
Al ritorno di Yaaqob da Israele nel 1975, Yisrayl Hawkins affermò di essere stato protagonista di un terzo evento, un sogno circa un presagio, riguardo ad una "terribile tragedia" che lo avrebbe personalmente coinvolto. Yisrayl Hawkins affermò che il suo era stato un sogno profetico, in quanto si riferiva alla morte di suo fratello Yaaqob, il 22 marzo del 1991, come infatti avvenne.

## Simbolismo
L'albero della vita era un albero che, secondo alcune tradizioni religiose, Dio pose nel Giardino dell'Eden, assieme all'albero della conoscenza del bene e del male. Venne adottato come il simbolo ufficiale della stessa "House of Yahweh". Altro simbolo utilizzato con frequenza dalla "House of Yahweh" è un bisonte americano, come simbolo rappresentante il compimento della profezia sul Bisonte Bianco dei nativi nordamericani Lakota.

## Il Movimento del Sacro Nome
L'"Assemblea Nazarena di Yahweh", "Casa della Restaurazione", è una famiglia spirituale fondata il 24 novembre 1999. Ebbe inizio come congregazione avventista, dal febbraio 1997 al novembre 1999, l'anno in cui ebbe luogo una transizione dal cristianesimo avventista, alle radici ebraiche di una fede giudaico messianica biblica. Il Movimento si unì all'AYIN appartenente alla congregazione americana della COY, collegata a due omonime e rispettive Assemblee internazionali in lingua inglese. Nel gennaio 2009 si aggiunse anche la "Senda Antigua", il Sentiero Antico, ministero personale del rabbino José Alvarez di Puerto Rico insieme all'"Universidad de l'Aire", L'Università dell'Aria, del rabbino Rigobert Lamburth dell'Honduras, noto per aver "unto" nel 2012 il presidente Porfirio Lobo Sosa. Il movimento, dal gennaio 1972 continua a pubblicare la rivista La Senda Antigua, il Sentiero Antico, ed a trasmettere Radio Voce della Restaurazione. Questa rivista è legata a due movimenti internazionali: "L'Assemblea di Yahweh" e la "Congregazione di Yahweh", i quali mantengono una certa affinità e un legame con la "House of Yahweh". Entrambi sono affratellati e rappresentati in molte nazioni del mondo, dalle Americhe alle Filippine. In Italia esiste invece l'"Assemblea di Yahweh del Settimo Giorno", appunto una transizione dalla Chiesa avventista del settimo giorno alle radici ebraiche della fede giudaico messianica biblica, detta "Yahwismo".

### Le differenze tra radici cristiane ed ebraiche
Tra le principali differenze notiamo che il primo movimento, l'"Assemblea del Signore Yahweh", alla quale si collega anche l'Assemblea italiana, si avvale di uno stile di culto conservatore, con servizi religiosi di meditazione, della preghiera e dello studio, come elementi principali. Le manifestazioni di gioia e di esultanza sono limitate solo esclusivamente alla celebrazione delle principali festività o ai festeggiamenti ebraici. Mentre il secondo di questi movimenti, la "Congregazione di Yahweh", alla quale si collega la "House of Yahweh", è di tipo carismatico, con servizi di culto molto espressivi di forte lode ad alta voce sovente accompagnate da varie danze e all'immancabile suono dello shofar. La "Congregazione di Yahweh" trasmette attraverso una radio internazionale, disponibile sia in lingua spagnola sia in inglese, chiamata Radio Shofar-Sound Celestial. Tutte enfatizzano l'importanza dell'utilizzo e dell'uso costante del Sacro Nome di Yahweh e di Yahshua. Il biblista siciliano Angelo Benedetto Traina già nell'Ottocento ed in America, uno dei primi iniziatori del Movimento del Sacro Nome.

## Diffusione
La "House of Yahweh" conta 250 000 membri sparsi in ogni parte del mondo, tra i quali alcuni presenti anche in Italia,  con centro principalmente a Roccabascerana ma anche a Trapani e Fubine Monferrato anche se per la maggior parte si tratta di statunitensi che intendono ricollegare il cristianesimo alle sue radici ebraiche e che, come i "Testimoni di Geova", rifiutano la visione trinitaria, e per questo motivo sono esclusi come essi dallo stesso cristianesimo ufficiale.